# Malatestianska biblioteket

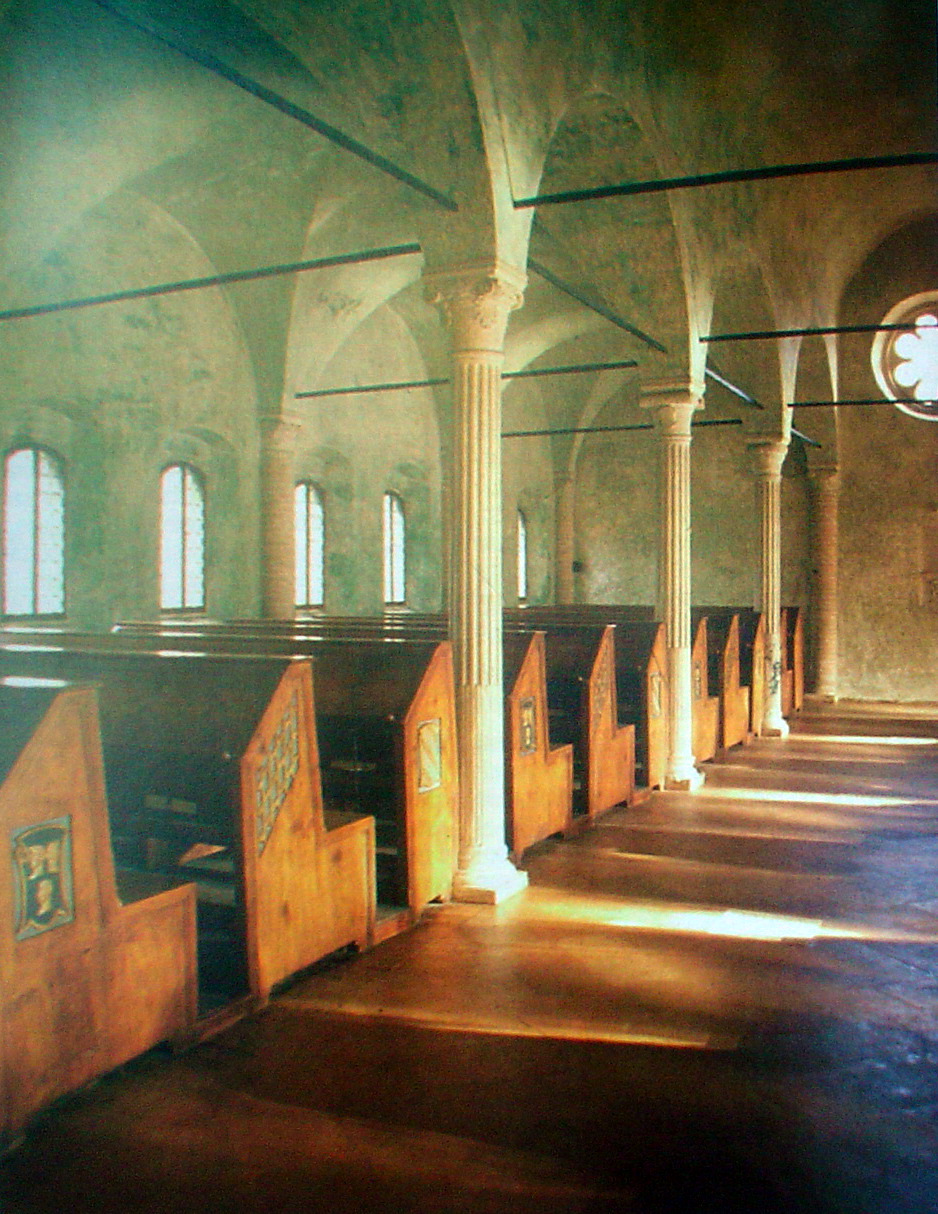
En av bibliotekets salar.

Malatestianska biblioteket (italienska: Biblioteca Malatestiana), även kallat Malatesta Novellobiblioteket, är ett offentligt bibliotek i Cesena i norra Italien. Biblioteket är det enda i sitt slag, grundlagt under 1400-talet, som med avseende på arkitektur, inredning och samling har bevarats intakt. Biblioteket uppfördes mellan 1447 och 1452. Det var det första europeiska stadsbibliotek som höll öppet för allmänheten. Det byggdes efter ritningar av Matteo Nuti från Fano, en elev till Leon Battista Alberti. Stilmässigt hör biblioteket till den tidiga italiensk renässansen. 
Biblioteket hade 2011 cirka 250 000 volymer i sin samling. Ursprungssamlingen bestod av 343 handskrifter på latin, grekiska, hebreiska och arabiska. Skrifterna var en gåva från bibliotekets namngivare, Malatesta Novello, till kommunen Cesena. Genom sin samling och genom den välkomnande attityden till besökare blev biblioteket viktigt för den humanistiska rörelsen i Italien. Malatestianska biblioteket var det sista större bibliotek som grundades före uppfinningen av tryckpressen. Den äldsta handskriften är en avskrift av Isidor av Sevillas Etymologiae. 
Biblioteket är beläget på översta våningen i ett tidigare franciskankloster. Idag hyser de underliggande våningarna ett historiskt museum. Huvudingången är ett arbete av skulptören Agostino di Duccio. Ingångsdörren i valnötsträ tillverkades 1454 av snidaren Cristoforo da San Giovanni. Inredningen består av 58 läsplatser med pulpeter vars sidor pryds av vapensköldar. Läsljuset skiner in genom 44 ändamålsenligt utformade venetianska fönster. 
2005 utsågs biblioteket till världsminne av Unesco. 